# Należyta staranność
Należyta staranność – obowiązek stron stosunków umownych do staranności ogólnie wymaganej w stosunkach danego rodzaju. Nadmierna, przesadna staranność jest przekroczeniem ogólnie przyjętych wymogów należytej staranności, która jest jednocześnie starannością optymalną i normalną. Krańcowym przeciwieństwem nadmiernej staranności jest rażące i świadome niedbalstwo. Pojęcie należytej staranności zostało użyte w kodeksie cywilnym do określenia obowiązków dłużnika wobec wierzyciela i w Kodeksie Etyki Lekarskiej (art.8) do określenia jakości świadczonej pracy przez lekarza. W pierwszym użyciu staranność dłużnika ma chronić interesy wierzyciela, a w drugim użyciu – staranność lekarza ma chronić dobro jego pacjenta i interesy jego pracodawcy.
Należytą staranność dłużnika w zakresie prowadzonej przez niego działalności gospodarczej określa się przy uwzględnieniu zawodowego charakteru tej działalności (art. 355 k.c.). Za miernik należytej staranności uznaje się miernik obiektywny, odnoszący się do każdego, kto znajdzie się w określonej sytuacji, formułowany na podstawie takich dotyczących ich reguł, jak: zasady współżycia społecznego, szczegółowe normy prawne, pragmatyki zawodowe, zwyczaje itp.
Przypisanie określonej osobie rażącego niedbalstwa uznaje się za uzasadnione wtedy, gdy osoba ta zachowała się w określonym miejscu i czasie w sposób odbiegający od właściwego dla niej miernika należytej staranności. Należyta staranność dłużnika w zakresie prowadzonej przez niego działalności gospodarczej, którą określa się przy uwzględnieniu zawodowego charakteru tej działalności, nie oznacza staranności wyjątkowej, lecz dostosowanej do działającej osoby, przedmiotu, jakiego działanie dotyczy, oraz okoliczności w jakich działanie to następuje. Należyta staranność podmiotu gospodarczego jest zachowana, jeśli wykaże, że powierzył wykonanie określonych czynności dotyczących dostaw towarów i świadczonych usług, innemu podmiotowi, którego profesjonalizm i jakość świadczonych czynności budziła zaufanie.
Należytą staranność lekarza w relacji z pacjentem wolno oceniać poprzez stwierdzenia dokładności, pieczołowitości, sumienności i terminowości świadczonej opieki lekarskiej. Pojęcie należytej staranności nie obejmuje jednak sytuacji wyjątkowych, a niepomyślny wynik postępowania medycznego nie wyklucza należytej staranności lekarza. Trafny opis pojęcia należytej staranności zawarto w treści orzeczenia francuskiego Sądu Kasacyjnego z 20 maja 1936 r.: "lekarz zobowiązuje się wobec pacjenta do dania zabiegów sumiennych, uważnych i z zastrzeżeniem okoliczności wyjątkowych, zgodnych z zasadami wiedzy, a nie rezultatu".
Należyta staranność pełni istotną rolę dla klauzuli dobrej wiary. W stanie dobrej wiary jest osoba, która pomimo dołożenia należytej staranności
nie mogła dowiedzieć się o rzeczywistym stanie prawnym. A contrario, jeśli nie dołożyła należytej staranności, to jest w złej wierze. Taka sytuacja
ma doniosłe znaczenie choćby w  obrocie nieruchomościami. Osoba, która nie zapoznała się ze stanem prawnym nieruchomości w księgach wieczystych, nie 
dołożyła należytej staranności, a więc nie działa w dobrej wierze.